# 溫泉町
溫泉町（日语：〔〕／ Onsen chō */?）是過去位於日本兵庫縣西北部的行政區劃，以湯村溫泉而聞名。已於2005年10月1日與濱坂町合併為新溫泉町。

## 歷史
幕府結束後，曾先後隸屬府中裁判所、久美濱縣管轄，1871年全部區域被整併至豐岡縣，1876年再次被整併到現在的兵庫縣內。1889年實施町村制，溫泉町廢除前轄區範圍在當時分屬：溫泉村、照來村、八田村三個行政區劃。1927年，溫泉村改制為溫泉町，後這三個行政區劃於1954年整併為新設立的溫泉町。直到2005年，溫泉町與相鄰的濱坂町合併文新溫泉町。

### 變遷表
| 1889年4月1日 | 1889年-1926年         | 1926年-1944年         | 1944年-1954年        | 1954年-1989年        | 1989年-現在            | 現在                   |
| ------------ | --------------------- | --------------------- | -------------------- | -------------------- | ---------------------- | ---------------------- |
| 溫泉村       | 溫泉村                | 1927年4月15日 溫泉町  | 1954年10月1日 溫泉町 | 1954年10月1日 溫泉町 | 2005年10月1日 新溫泉町 | 2005年10月1日 新溫泉町 |
| 照來村       |                       |                       | 1954年10月1日 溫泉町 | 1954年10月1日 溫泉町 | 2005年10月1日 新溫泉町 | 2005年10月1日 新溫泉町 |
| 八田村       |                       |                       | 1954年10月1日 溫泉町 | 1954年10月1日 溫泉町 | 2005年10月1日 新溫泉町 | 2005年10月1日 新溫泉町 |
| 大庭村       | 大庭村                | 大庭村                | 1954年10月1日 濱坂町 | 1954年10月1日 濱坂町 | 2005年10月1日 新溫泉町 | 2005年10月1日 新溫泉町 |
| 東濱村       | 1891年12月11日 濱坂町 | 1891年12月11日 濱坂町 | 1954年10月1日 濱坂町 | 1954年10月1日 濱坂町 | 2005年10月1日 新溫泉町 | 2005年10月1日 新溫泉町 |
| 西濱村       |                       |                       | 1954年10月1日 濱坂町 | 1954年10月1日 濱坂町 | 2005年10月1日 新溫泉町 | 2005年10月1日 新溫泉町 |

## 交通
轄內無鐵路通過，最主要使用的車站是位於濱坂町的濱坂車站，再轉乘全但巴士的公車進入轄內。

## 名勝、古蹟、觀光
- 湯村溫泉（日语：湯村温泉 (兵庫県)）
  - 杜氏館：釀酒廠資料館
  - 夢千代館：湯村溫泉和「夢千代日記（日语：夢千代日記）」（電視連續劇、電影：吉永小百合主演）的資料館
- 有趣昆蟲化石館（日语：おもしろ昆虫化石館）
- 霧瀑布溪谷（日语：霧ヶ滝渓谷）

## 教育
- 溫泉町立溫泉小學校
- 溫泉町立照來小學校
- 溫泉町立八田小學校
- 溫泉町立奧八田小學校
- 溫泉町立熊谷小學校
- 溫泉町立春來小學校
- 溫泉町立夢丘中學校
- 兵庫縣立濱坂高等學校（日语：兵庫県立浜坂高等学校）溫泉校